# Dražen Kutleša

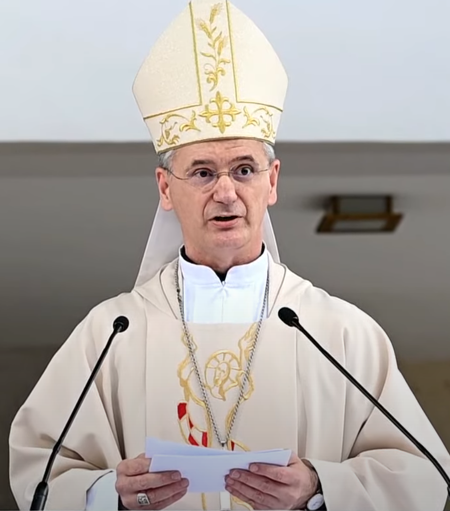
Erzbischof Dražen Kutleša, 2023

Wappen von Dražen Kutleša als Erzbischof von Zagreb

Wappen von Dražen Kutleša als Bischof von Poreč-Pula

Dražen Kutleša (* 25. September 1968 in Duvno, SR Bosnien und Herzegowina, Jugoslawien) ist ein kroatischer römisch-katholischer Geistlicher und Erzbischof von Zagreb.

## Leben
Dražen Kutleša besuchte von 1975 bis 1983 die Grundschule in Prisoje und danach das Kleine Seminar und das Rugjer-Bošković-Gymnasium in Dubrovnik (Kroatien). Nachdem er 1983 das Abitur erlangt hatte, trat er ins Priesterseminar in Sarajevo ein. Er studierte Philosophie und Katholische Theologie an der Theologischen Hochschule Vrhbosna. Der Bischof von Mostar-Duvno, Pavao Žanić, spendete ihm am 13. März 1993 in Bol (Kroatien) die Diakons- und am 29. Juni 1993 in Prisoje (Bosnien-Herzegowina) die Priesterweihe.
Kutleša wirkte zunächst als Pfarrvikar an der Kathedrale von Mostar und als Religionslehrer am Gymnasium Mostar (Bosnien-Herzegowina). Daneben erwarb er 1994 mit der von Ratko Perić betreuten Arbeit Od konstitucije „Romanos Pontifices“ (1881) do dekreta „Romanis Pontificibus“ (1975) („Von der Konstitution ‚Romanos Pontifices‘ (1881) zum Dekret ‚Romanis Pontificibus‘ (1975)“) an der Katholisch-Theologischen Fakultät der Universität Zagreb ein Bakkalaureat im Fach Katholische Theologie. 1995 wurde Dražen Kutleša für weiterführende Studien nach Rom entsandt, wo er 1997 an der Päpstlichen Universität Urbaniana mit der Arbeit I rapporti tra il Vescovo diocesano e i Religiosi nell’attività apostolica della Diocesi secondo il C.I.C. (cann. 678–683) („Die Beziehungen zwischen dem Diözesanbischof und den Ordensleuten in der apostolischen Tätigkeit der Diözese nach dem CIC (cann. 678–683)“) ein Lizenziat im Fach Kanonisches Recht erlangte. Außerdem absolvierte er von 1996 bis 1997 an der Kongregation für den Klerus einen Kurs in kirchlicher Verwaltungspraxis. Während seiner Studienzeit in Rom lebte er im Päpstlichen Kolleg St. Petrus Apostel.
Von 1998 bis 2006 war Dražen Kutleša Vize-Diözesankanzler des herzegowinischen Bistums Mostar-Duvno und Pfarradministrator in Grude (Bosnien und Herzegowina) sowie ab 2000 zusätzlich persönlicher Sekretär des Bischofs von Mostar-Duvno, Ratko Perić. 2001 wurde er an der Päpstlichen Universität Urbaniana bei Pio Vito Pinto mit der Arbeit Il triangolo: I frati francescani OFM, il vescovo diocesano e il clero diocesano nella diocesi di Mostar-Duvno dal 1881 al 1975 alla luce dei cinque più importanti documenti. Una ricerca storico-giuridica („Das Dreieck: Die Franziskaner, der Diözesanbischof und der Diözesanklerus in der Diözese Mostar-Duvno von 1881 bis 1975 im Lichte der fünf wichtigsten Dokumente. Eine rechtshistorische Untersuchung“) im Fach Kanonisches Recht promoviert. Von 2003 bis 2006 lehrte er zudem Kirchenrecht am Theologischen Institut in Mostar. Ferner gehörte er dem Priesterrat und dem Konsultorenkollegium an. Darüber hinaus war er Mitglied der Kommission für Gerechtigkeit und Frieden der Bischofskonferenz für Bosnien und Herzegowina. Ab 2006 war Dražen Kutleša an der Kongregation für die Bischöfe tätig und ab 2011 zudem an der Kongregation für den Gottesdienst und die Sakramentenordnung. Am 13. Mai 2011 verlieh ihm Papst Benedikt XVI. den Ehrentitel Päpstlicher Ehrenkaplan.
Papst Benedikt XVI. ernannte ihn am 17. Oktober 2011 zum Koadjutorbischof des kroatischen Bistums Poreč-Pula, nachdem es aufgrund des Streits um das Kloster Dajla zum Zerwürfnis zwischen dem Heiligen Stuhl und dem Bischof von Poreč-Pula, Ivan Milovan, gekommen war. Der Kardinalpräfekt der Kongregation für die Bischöfe, Marc Ouellet PSS, spendete ihm am 10. Dezember 2011 in der Euphrasius-Basilika in Poreč die Bischofsweihe; Mitkonsekratoren waren Ratko Perić, Bischof von Mostar-Duvno, und Ivan Milovan, Bischof von Poreč-Pula. Sein Wahlspruch U tebe se gospodine uzdam („Auf dich, o Herr, vertraue ich“) stammt aus Ps 31,15 . Mit dem Rücktritt Ivan Milovans folgte Dražen Kutleša ihm am 14. Juni 2012 als Bischof von Poreč-Pula nach.
Am 11. Juli 2020 bestellte ihn Papst Franziskus zum Koadjutorerzbischof des kroatischen Erzbistums Split-Makarska. Bis zum Ende der Sedisvakanz am 18. März 2023 leitete Kutleša zusätzlich weiterhin das Bistum Poreč-Pula als Apostolischer Administrator. Die Amtseinführung als Koadjutorerzbischof von Split-Makarska fand am 3. September 2020 statt. Dražen Kutleša folgte Marin Barišić am 13. Mai 2022 mit dessen altersbedingtem Rücktritt als Erzbischof von Split-Makarska nach. Papst Franziskus berief ihn am 13. Juli desselben Jahres zudem zum Mitglied des Dikasteriums für die Bischöfe.
Am 14. Februar 2023 ernannte ihn Papst Franziskus zum Koadjutorerzbischof des kroatischen Erzbistums Zagreb. Mit dem Rücktritt von Josip Kardinal Bozanić am 15. April 2023 folgte er diesem als Erzbischof von Zagreb nach.
In der Kroatischen Bischofskonferenz fungierte Dražen Kutleša unter anderem als Präsident der Rechtskommission und der Kommission für die Beziehungen zum Staat. Ferner gehört er dem Ständigen Rat der Bischofskonferenz an. Außerdem ist er stellvertretender Delegierter der Kroatischen Bischofskonferenz bei der Kommission der Bischofskonferenzen der Europäischen Gemeinschaft (COMECE). Seit Herbst 2022 ist er Präsident der Kroatischen Bischofskonferenz.

## Schriften
- Ogledalo pravde. Biskupski ordinarijat u Mostaru o navodnim ukazanjima i porukama u Međugorju. Biskupski ordinarijat, Mostar 2001, OCLC 449695421.
- Il triangolo: I frati francescani OFM, il vescovo diocesano e il clero diocesano nella diocesi di Mostar-Duvno dal 1881 al 1975 alla luce dei cinque più importanti documenti. Una ricerca storico-giuridica. Mostar 2003, OCLC 949041779.
- Don Ante Zrno. In: Božo Goluža (Hrsg.): Svjedoci vjere i rodoljublja. Zbornik radova o stradalim biskupijskim svećenicima u Hercegovini (= Biblioteka Crkve na kamenu. Band 89). Crkva na kamenu, Mostar 2005, OCLC 608483911, S. 529–589.